# Наттгенс, Джайлс
Джайлс Наттгенс (англ. Giles Nuttgens; род. 12 июля 1961, Великобритания) — английский кинооператор.

## Биография
Родился 12 июля 1961 года в Великобритании. В 1981 году начал работать в качестве ассистента оператора в компании BBC-TV, где он работал в подразделении снимающем документальные фильмы о природе. После нескольких лет работы в качестве ассистента его сделали основным кинооператором. Дебютировал в художественном кино на съемках фильма «Электрическая луна» вышедшего в 1992 году. Работал в операторских бригадах на фильмах «Пляж», «Звёздные войны. Эпизод II: Атака клонов», «Звёздные войны. Эпизод III: Месть ситхов» и Отель «Гранд Будапешт». В 2017 году номинировался на премию BAFTA за лучшую операторскую работу в фильме «Любой ценой».
Член Британского общества кинооператоров.

## Фильмография

### Оператор
- TBA — Fuze / Fuze (реж. Дэвид Маккензи)
- 2024 — Эстафета / Relay (реж. Дэвид Маккензи)
- 2024 — Верный друг / Friend (реж. Скотт Макгихи и Дэвид Сигел)
- 2023 — Шошана / Shoshana (реж. Майкл Уинтерботтом)
- 2022 — Энола Холмс 2 / Enola Holmes 2 (реж. Гарри Брэдбир)
- 2021 — Монтанская история / Montana Story (реж. Скотт Макгихи и Дэвид Сигел)
- 2020 — Энола Холмс / Enola Holmes (реж. Гарри Брэдбир)
- 2020 — Думай как собака / Think Like a Dog (реж. Джил Джангер)
- 2019 — Жадность / Greed (реж. Майкл Уинтерботтом)
- 2018 — Гость на свадьбе / The Wedding Guest (реж. Майкл Уинтерботтом)
- 2018 — Колетт / Colette (реж. Уош Уэстмоленд)
- 2017 — Проклятие / Damnation (серия Sam Riley's Body, реж. Адам Кейн)
- 2017 — Зерно / Buğday (реж. Семих Капланоглу)
- 2017 — Проект «Токио» / Tokyo Project (реж. Ричард Шепард)
- 2016 — A Lot (реж. Ричард Шепард)
- 2016 — Любой ценой / Hell or High Water (реж. Дэвид Маккензи)
- 2016 — Основные принципы добра / The Fundamentals of Caring (реж. Роб Бёрнетт)
- 2015 — Дорога в Голливуд / The D Train (реж. Джаррад Пол и Эндрю Могел)
- 2014 — Боже, помоги девушке / God Help the Girl (реж. Стюарт Мердок)
- 2013 — Дом Хемингуэй / Dom Hemingway (реж. Ричард Шепард)
- 2012 — Развод в большом городе / What Maisie Knew (реж. Скотт Макгихи и Дэвид Сигел)
- 2011 — Последняя любовь на Земле / Perfect Sense (реж. Дэвид Маккензи)
- 2009 — Святой Джон из Лас-Вегаса / Saint John of Las Vegas (реж. Хью Роудс)
- 2007 — Спокойной ночи / The Good Night (реж. Джейк Пэлтроу)
- 2005 — Вода / Water (реж. Дипа Мехта)
- 2004 — Если только / If only (реж. Джил Джангер)
- 2003 — Молодой Адам / Young Adam (реж. Дэвид Маккензи)
- 2002 — Фанатка / Swimfan (реж. Джон Полсон)
- 2001 — На самом дне / The Deep End (реж. Скотт Макгихи и Дэвид Сигел)
- 2000 — Поле битвы: Земля / Battlefield Earth (реж. Роджер Кристиан)
- 1999 — Алиса в Стране чудес / Alice in Wonderland (реж. Ник Уиллинг)
- 1998 — Земля / Earth (реж. Дипа Мехта)
- 1997 — Цветы любви / Keep the Aspidistra Flying (реж. Роберт Бирман)
- 1996 — Огонь / Fire (реж. Дипа Мехта)
- 1992 — Электрическая луна / Electric Moon (реж. Прадип Кришен)

## Награды и номинации
- 2001 — Премия кинофестиваля Сандэнс за лучшую операторскую работу в фильме «На самом дне»[6]
- 2006 — Премия «Джини» за лучшую операторскую работу в фильме «Вода»[6]
- 2017 — номинировался на премию BAFTA за лучшую операторскую работу в фильме «Любой ценой»[4]